# Сали (Алжир)
Сали (араб. سالي‎) — город и коммуна на юге Алжира, в вилайете Адрар. Входит в состав округа Регган.

## Географическое положение

Коммуна Сали

Город находится в восточной части вилайета, на территории одного из оазисов центральной Сахары, на расстоянии приблизительно 1110 километров к юго-юго-западу (SSW) от столицы страны Алжира. Абсолютная высота — 286 метров над уровнем моря.

Коммуна Сали граничит с коммунами Ин-Згмир, Тимоктен, Регган и Умм-эль-Асель (вилайет Тиндуф). Её площадь составляет 16 683 км².

## Климат
Климат города характеризуется как аридный жаркий (BWh в классификации климатов Кёппена). Осадки в течение года практически отсутствуют (среднегодовое количество — 7 мм). Средняя годовая температура составляет 26,2 °C.

## Население
По данным официальной переписи 2008 года численность населения коммуны составляла 13 138 человек. Доля мужского населения составляла 50,53 %, женского — соответственно 49,47 %. Уровень грамотности населения составлял 74,1 %. Уровень грамотности среди мужчин составлял 88 %, среди женщин — 60,3 %. 5,1 % жителей Сали имели высшее образование, 12,7 % — среднее образование.